# Cardamine majovskii
Cardamine majovskii är en korsblommig växtart som beskrevs av Karol Marhold och Záborsky. Cardamine majovskii ingår i släktet bräsmor, och familjen korsblommiga växter. Inga underarter finns listade i Catalogue of Life.